# Mecyclothorax pusillus
Mecyclothorax pusillus är en skalbaggsart som beskrevs av Sharp 1903. Mecyclothorax pusillus ingår i släktet Mecyclothorax och familjen jordlöpare. Inga underarter finns listade i Catalogue of Life.